# Geleen

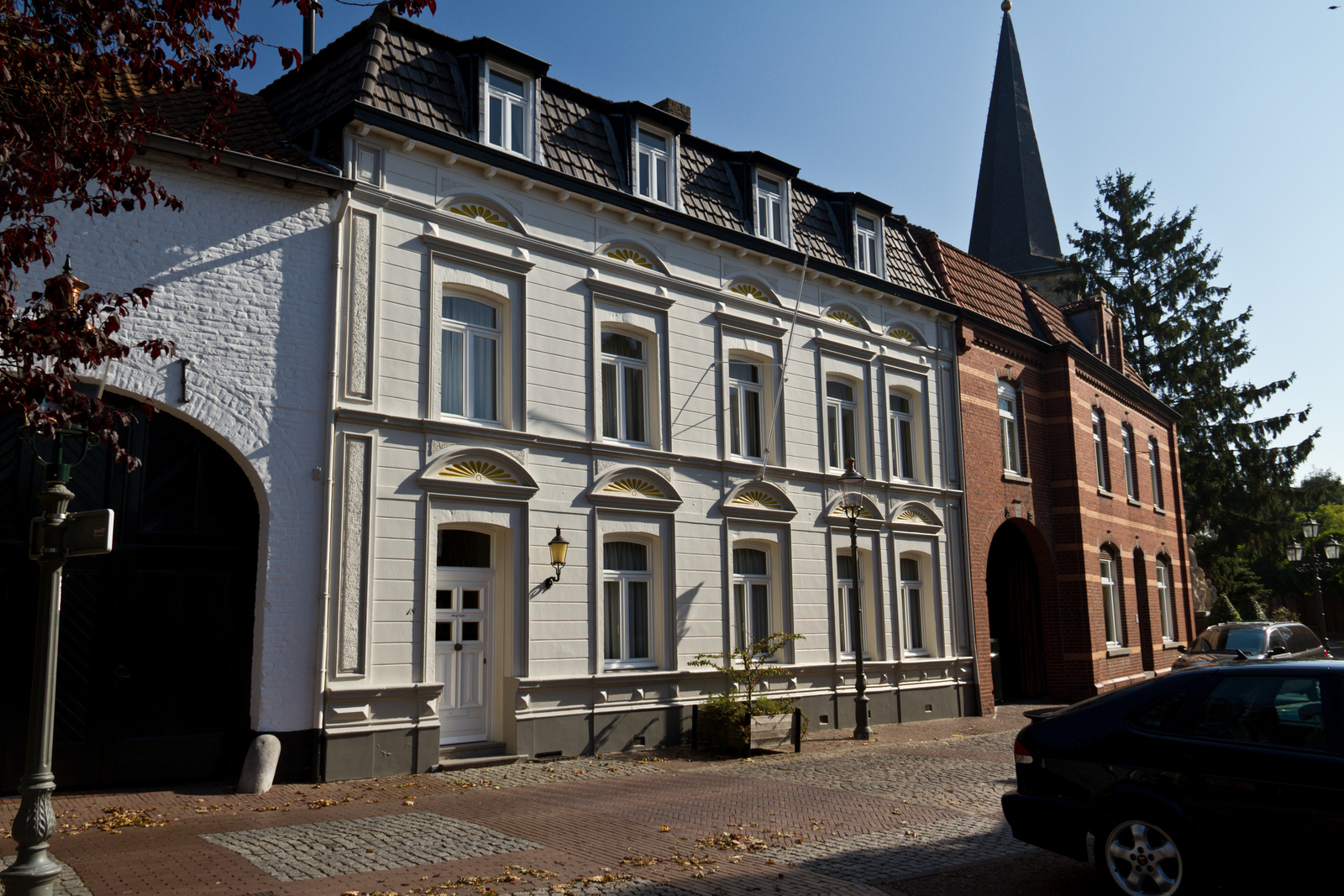
Geleen: la Marcelienstraat

Geleen (in limburghese: Gelaen) è un quartiere di circa 32.000-33.000 abitanti del sud-est dei Paesi Bassi, facente parte della provincia del Limburgo e situata nella regione nota come Westelijke Mijnstreek. Dal punto di vista amministrativo, si tratta di un ex-comune, dal 2001 inglobato nella nuova municipalità di Sittard-Geleen.

## Geografia fisica
Geleen si trova nella parte meridionale della provincia del Limburgo, tra le località di Sittard e Elsloo (rispettivamente a sud/sud-ovest della prima e a nord/nord-est della seconda).

## Origini del nome
Il toponimo Geleen/Gelaan, attestato anticamente come Glene e Opgelene (XII-XIII secolo), deriva dal nome di un fiume, il Geleenbeek, il cui significato è quello di "corso d'acqua splendente".

## Storia

### Dalla fondazione ai giorni nostri
La zona in cui sorge Geleen è abitata sin dal 5.000 a.C. I primi abitanti appartenevano alla cosiddetta cultura della ceramica lineare, che prende il nome dai manufatti in ceramica a righe.
La località è poi menzionata per la prima volta a partire dal 1201.
Prima del 1795, Geleen apparteneva al Land van Valkenburg e dal 1713 al 1794 finì sotto il dominio austriaco
Fino agli inizi del XX secolo, quando iniziò a fiorire l'industria mineraria, Geleen era un centro prevalentemente rurale.
Nella notte tra il 5 e il 6 ottobre 1942, nel corso della seconda guerra mondiale, la città di Geleen fu bombardata dalle truppe alleate: il bombardamento causò la morte di 83 persone e la distruzione di 95 edifici.
Nel 2001, il comune di Geleen fu soppresso, per andare a formare, insieme agli ex-comuni di Sittard e Born, la nuova municipalità di Sittard-Geleen.

### Simboli
Nello stemma di Geleen sono raffigurati San Marcellino e San Pietro.

## Monumenti e luoghi d'interesse
Geleen vanta 26 edifici classificati come rijksmonumenten.

### Architetture religiose

#### Chiesa di San Marcellino e San Pietro
Tra gli edifici principali di Geleen, figura la chiesa di San Pietro e San Marcellino, che presenta una torre, la cosiddetta"Gelaendar Taore" risalente al 1504.

#### Chiesa di Sant'Agostino
Altro edificio religioso è la Chiesa di Sant'Agostino, costruita nel 1857 su progetto di Loret Vermeersch.
All'interno della chiesa, si trova un organo proveniente dalla chiesa di San Lorenzo.

## Geografia antropica

### Suddivisioni amministrative
Buurtschappen
- Daniken
- Krawinkel
- Lutterade
- Oud-Geleen
- Spaans Neerbeek

## Sport
- Football Club Geleen Zuid, squadra di calcio[8]
- V&L Geleen, club di pallamano, fondato nel 1949[9]
- VJB Smoke Eaters Geleen, squadra di hockey su ghiaccio[10]